# Samuel Mitja Rapoport

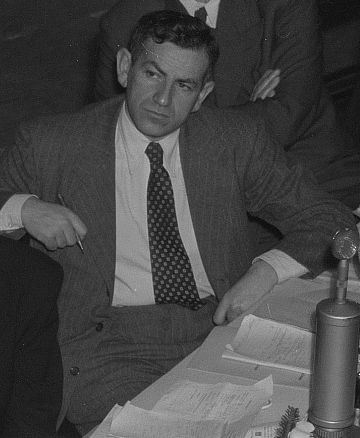
Samuel Mitja Rapoport 1953 bei einer Tagung in Leipzig

Samuel Mitja Rapoport (* 14. Novemberjul. / 27. November 1912greg. in Wolotschysk; † 7. Juli 2004 in Berlin) war ein österreichischer Arzt und Biochemiker, Direktor des Instituts für Biologische und Physiologische Chemie an der Humboldt-Universität in Ost-Berlin.

## Leben
Samuel Rapoport war Sohn eines Kaufmanns aus einer russischen Grenzstadt in Wolhynien. Seine jüdische Familie zog während des Ersten Weltkrieges 1916 nach Odessa, wo sie die Oktoberrevolution und den russischen Bürgerkrieg erlebte. Die Familie floh 1920 nach Wien, sodass bereits die frühe Kindheit Rapoports von Bedrohung und Exil geprägt war. In Wien besuchte er die Mittelschule und schloss sich dem Verband Sozialistischer Mittelschüler (VSM) an. Frühzeitig wurde Rapoport in sozialistisch und kommunistisch ausgerichteten Organisationen aktiv. Er studierte Chemie und Medizin und wurde promoviert. 1933 trat er in das Institut für Medizinische Chemie ein und debütierte wissenschaftlich mit der Bestimmung von Aminosäuren im Blutserum.
Einige Monate vor dem Anschluss Österreichs an das nationalsozialistische Deutschland vermittelte ihm Otto von Fürth 1937 ein Stipendium an das Cincinnati Children’s Hospital in Ohio, USA. Von 1937 bis 1946 war Rapoport mit der ungarischen Ökonomin Maria Szécsi verheiratet, die er nach Cincinnati nachkommen ließ. Rapoport arbeitete als Kinderarzt am Kinderkrankenhaus in Cincinnati und erwarb sein zweites Doktorat. Im Krankenhaus in Cincinnati lernte Rapoport 1944 die deutsche Emigrantin und Ärztin Ingeborg Syllm kennen, sie heirateten nach der Scheidung seiner ersten Ehe 1946.
Während sich Rapoport 1950 zu einem Kinderarztkongress in der Schweiz aufhielt, fiel vor dem McCarthy-Untersuchungsausschuss sein Name. Die Folge war eine Hetzkampagne der Presse in Cincinnati. Unter anderem wurde der Vorwurf erhoben, er habe einen Anschlag auf die Wasserversorgung von Cincinnati geplant. Rapoport sah nicht nur die Existenz seiner Familie bedroht, sondern auch den Ruf der Klinik. Bei einer Vorladung hätte er dem Ausschuss unter Strafandrohung personenbezogene Angaben zu seinen kommunistischen Aktivitäten machen müssen. Deshalb entschied er sich, in der Schweiz zu bleiben. Seine schwangere Frau folgte ihm mit den drei Kindern im August 1950 nach Zürich.
Die Familie Rapoport zog nach Wien, wo Samuel Rapoport zeitweise wieder am Institut für Medizinische Chemie arbeitete, die Universität aber seine Bewerbung auf eine Professur ablehnte. Bewerbungsversuche in anderen europäischen Staaten wie in Frankreich und Großbritannien verliefen ebenso erfolglos. 1952 wurde ihm die Leitung des Instituts für Physiologische und Biologische Chemie an der Humboldt-Universität in Ost-Berlin angeboten, was bedeutete, dass er ohne Ressourcen aus Trümmern ein neues Institut aufbauen sollte. Sein drittes Exil-Land wurde so die Deutsche Demokratische Republik (DDR). In Berlin diktierte er in nur drei Monaten das Buch Medizinische Biochemie, das zu einem Standardlehrbuch wurde, neun Auflagen mit 60.000 Exemplaren erreichte und in mehrere Sprachen übersetzt wurde.
Samuel Mitja Rapoport galt als bedeutendster Vertreter der Biochemie der DDR und gehörte zu den markantesten Persönlichkeiten der Charité. Seine Schüler Eberhard Hofmann, Sinaida Rosenthal und Reinhart Heinrich wurden auf Lehrstühle an verschiedenen Universitäten der DDR berufen. Nach der deutschen Wiedervereinigung übernahm Rapoport, bereits im Ruhestand, die Präsidentschaft der neu gegründeten Leibniz-Sozietät der Wissenschaften zu Berlin.
Seiner Meinung nach sollten Lehrer die Naturwissenschaften „im Geiste eines Francis Bacon“ lehren, „der Logik, Ethik und die wissenschaftliche Methode als Einheit betrachtete“.

## Wissenschaftliche Leistungen
Rapoport forschte vor allem auf den Gebieten des Wasser- und Elektrolythaushaltes sowie des Stoffwechsels der Erythrozyten. Rapoport beschrieb die Rolle des 2,3-Diphosphoglycerats für die anaerobe Energiebereitstellung in den roten Blutkörperchen, ein Prozess, der nach Rapoport und seiner Mitarbeiterin Janet Luebering als Rapoport-Luebering-Zyklus benannt wurde. Er erkannte die herausragende Bedeutung der Aufrechterhaltung eines ausreichenden ATP-Gehalts für die Überlebensfähigkeit der Erythrozyten. Vor dem Hintergrund des großen Bedarfs an Bluttransfusionen im Zweiten Weltkrieg trug Rapoport damit neben anderen Wissenschaftlern wesentlich zur Verbesserung der Blutkonservierung bei. Dies führte zur Etablierung des ACD-Mediums (Zusatz von Citrat und Dextrose zum Blut), zum Einsatz weiterer Zusätze, zur Optimierung des pH-Milieus, zur Ermittlung der optimalen Lagerungstemperatur, zur Verbesserung der Sterilisierungs- und Verarbeitungstechniken und insbesondere auch zu Untersuchungen der Transportverträglichkeit der Konserven, vor allem beim Lufttransport. Unterstützt wurde Rapoport von Paul Hoxworth, der schon 1938 in Cincinnati eine der ersten Blutbanken gegründet hatte, die bis heute überregional einen hervorragenden Ruf genießt. So konnte die Haltbarkeit der Vollblutkonserven von einer auf drei Wochen verlängert werden, mit unschätzbarem Wert für die Rettung tausender kriegsbedingt Verwundeter, aber auch anderer Transfusionsbedürftiger. Rapoport erhielt für seine Leistungen vom US-Präsidenten Harry S. Truman das „Certificate of Merit“, den höchsten an Zivilisten vergebenen Orden der Vereinigten Staaten von Amerika.
Im Jahr 1948 berichtete Rapoport über seine mit zwei Kollegen in Japan durchgeführten Untersuchungen zur Ekiri-Erkrankung, die bei schlechten hygienischen Verhältnissen epidemisch auftrat. Es handelt sich dabei um eine lebensbedrohliche und hochinfektiöse Bakterienruhr, die bei Säuglingen und Kleinkindern zu Durchfällen, Austrocknung und Bewusstseinsstörungen mit Krämpfen führt. Infusionen unter Zugabe von Calcium konnten vielfach Leben retten. Rapoport kannte zwar nicht alle pathogenetischen Grundlagen der Erkrankung, erkannte aber bereits die bakterielle Ätiologie und die Bedeutung von hygienischen Maßnahmen und Kalziumgabe.
Ab 1952 baute Rapoport an der Charité ein biochemisches Institut auf und prägte jahrzehntelang die Lehre und Forschung auf diesem Gebiet in der DDR. Sein wissenschaftliches Interesse lag weiter auf klinisch-biochemischem Gebiet, insbesondere der Erforschung der Retikulozyten und der Lipoxygenase. Frühzeitig vertrat er die These, dass der Eiweißabbau energieabhängig ist, was sich später bestätigte. Die pharmazeutische Herstellung von Insulin in der DDR geht auf seine Anregung zurück, wobei sein ältester Sohn an der Umsetzung mitarbeitete. Dem Anfang der 1970er Jahre von ihm als Mitarbeiter eingestellten Physiker Reinhart Heinrich stellte er die Aufgabe, zusammen mit seinem Sohn Tom Rapoport die Kontrolle zu quantifizieren, die die verschiedenen Enzyme eines Stoffwechselweges auf den Durchfluss durch diesen Weg ausüben. Dies führte zur Entwicklung der Metabolic Control Analysis.
Rapoport veröffentlichte mehr als 180 wissenschaftlichen Arbeiten. Sein Lehrbuch Medizinische Biochemie wurde zum Standardwerk. 1969 wurde er zum Mitglied der Akademie der Wissenschaften der DDR gewählt. Er erhielt mehrere Ehrendoktorate. Zahlreiche staatliche Auszeichnungen würdigten seine Leistungen in der DDR.
Der Film „Die Rapoports – Unsere drei Leben“ von Sissi Hüetlin und Britta Wauer wurde 2005 mit dem Adolf-Grimme-Preis ausgezeichnet. Außerdem widmet sich die in Hamburg ansässige Rapoport-Gesellschaft e. V. der „Pflege und Verbreitung des Erbes“ des Paares Inge und Mitja Rapoport.
Seit 1977 war er Ehrenmitglied der Deutschen Gesellschaft für Hämatologie und Medizinische Onkologie.

## Einsatz für den Kommunismus
Von Bedeutung für Rapoport war die Freundschaft zum Schriftsteller Jura Soyfer, der im Konzentrationslager Buchenwald ums Leben kam. Als Jugendlicher trat er dem Verband Sozialistischer Mittelschüler in Wien bei, später war er in der illegalen kommunistischen Bewegung Österreichs aktiv. Ab 1934 gehörte er der Kommunistischen Partei Österreichs (KPÖ) an, von der er 1956 in die SED überführt wurde.
Seine Frau schrieb über seine Orientierung: „Mitjas Prioritäten waren klar: An erster Stelle stand der Sozialismus, an zweiter die Wissenschaft und erst an dritter Stelle ich und alles andere. Ich habe diese Reihenfolge gebilligt, obgleich mir oft weh ums Herz gewesen ist.“
In den USA bekannte er sich offen zur gewerkschaftlichen und kommunistischen Bewegung, verteilte an Wochenenden mit seiner Frau die Zeitung „The Worker“ der Kommunistischen Partei. Er engagierte sich gegen die Diskriminierung der Afroamerikaner und für die Verbesserung der Lage der Arbeiter. Die Presse von Cincinnati unterstellte dem Ehepaar zunehmend subversive Aktivitäten. 1950 unterschrieben er und seine Frau den Stockholmer Appell zur Ächtung von Atomwaffen.
Als sich 1982 in der DDR das Komitee Ärzte der DDR zur Verhütung eines Nuklearkrieges konstituierte, wurde Rapoport zum Vorsitzenden gewählt.
Eberhard Hofmann schrieb im Nachruf: „Inge und Mitja Rapoport traten stets für die zu ihrer Wahlheimat gewordene DDR ein, die für sie die einzige Alternative zu dem Deutschland war, das die Welt in zwei Kriege gestürzt und mehr als sechs Millionen Angehörige ihres Volkes ermordet hatte. Den Untergang der DDR empfanden beide schmerzhaft als das Ende ihres dritten Lebens.“

## Privates

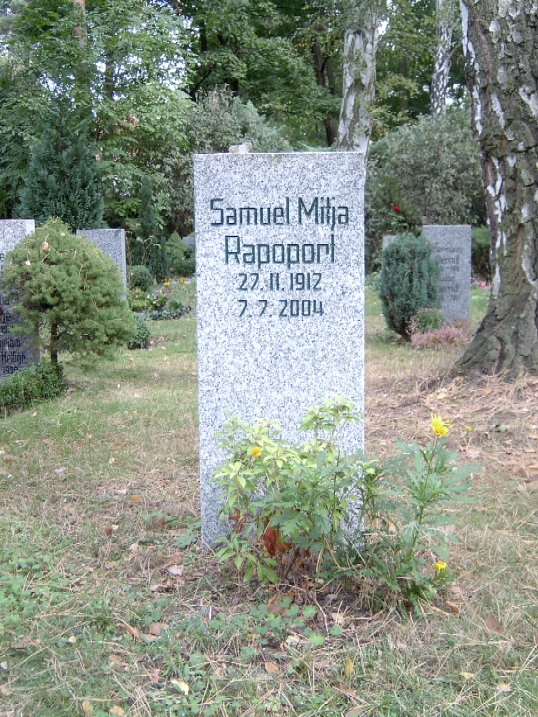
Grab auf dem Friedhof Pankow III in Berlin

Seine Frau Ingeborg Rapoport war ab 1952 als Kinderärztin in Berlin tätig und hatte von 1969 bis zu ihrer Emeritierung 1973 den Lehrstuhl für Neonatologie an der Charité inne. Aus der Ehe gingen vier Kinder hervor: der Biochemiker Tom Rapoport, der 1995 vom Berliner Max-Delbrück-Centrum an die Harvard University wechselte, und der Mathematiker Michael Rapoport, der an der Universität Bonn lehrte. Rapoports Tochter Susan Richter („Fufu“) studierte Medizin und arbeitete in eigener Praxis als Kinderärztin in Berlin; Lisa, die kurz nach der Ausreise aus Amerika fast blind geboren wurde, arbeitete trotz ihrer Behinderung als Kinderkrankenschwester.
Das Grab von Samuel Mitja Rapoport befindet sich auf dem Friedhof Pankow III im Berliner Bezirk Pankow.

## Schriften (Auswahl)
- mit M. Wing: Dimensional, osmotic, and chemical changes of erythrocytes in stored blood. Blood preserved in sodium citrate, neutral, and acid citrate-glucose (ACD) mixtures. In: J. Clin. Invest. 26. Juli 1947 (Heft 4), S. 591 ff.
- mit K. Dodd, G. J. Buddingh: The etiology of Ekiri, a highly fatal disease of Japanese children. In: Pediatrics. Bd. 3, Nr. 1., Januar 1949. S. 9 ff.
- mit J. Luebering: An Optical Study Of Diphosphoglycerate Mutase (From the Childrens´s Hospital Research Foundation, Cincinnati, Ohio, and the Institute of Medical Chemistry of the University of Vienna, Austria). In: J. Biol. Chem. 1952. S. 196 ff.
- mit Gisela Jacobasch: Molecular Diseases. Pergamon Press 1978.
- mit Lothar Rohland (Hrsg.): Medizin und globale Menschheitsprobleme. Vorträge. In: Veröff. Med. Ges. 1997. Heft 9, S. 1 ff.
- Die Erfahrungen des Exils. In: TRANS Internet-Zeitschrift für Kulturwissenschaften Nr. 15., November 2003
- "Medizinische Biochemie. Lehrbuch für Studierende und Ärzte", Verlag Volk und Gesundheit Berlin. Mehrere überarbeitete Auflagen. 6. Aufl. 1974.
- mit H. J. Raderecht: Physiologisch-chemisches Praktikum unter Berücksichtigung biochemischer Arbeitsmethoden und klinisch-chemischer Gesichtspunkte, VEB Verlag Volk und Gesundheit, Berlin 1989, 8. Auflage, Lizenz-Nr. 210 (700/189/89), ISBN 3-333-00194-2